# Дуњића кућа
Дуњића кућа се налази у Шапцу, подигнута је 1920. године, коју је град Шабац откупио почетком 80-тих година 20. века и данас представља репрезентативну Градску кућу.
Кућу је подигао за становање Михаило Дуњић (Чачак, 29. март 1874 - Шабац, 8. август 1937), српски лекар, специјалиста хирургије, учесник Балканских ратова и Првог светског рата, санитетски потпуковник и управник шабачке болнице од 1920. до 1936. године.
Грађена је електичком, неоренесансном стилу, као добар пример грађанске архитектуре тог времена. На спрату је смештено 77 слика из циклуса Градови Европе и Америке, Бранка Лала Станкаовића, које је 1980. године поклонио граду Шапцу. Ове слике представљају највише домете Станковићевог пејзажног сликарства, чиме је ова збирка добила на уметничком значају.